# Runnin
Runnin – oryginalna wersja piosenki Runnin’ (Dying to Live). Można w niej usłyszeć członków zespołu Dramacydal, Stretcha i Buju Bantona.

## Miejsca na listach przebojów
| Lista                            | Miejsce |
| -------------------------------- | ------- |
| Billboard Top 100                | 81      |
| Hot R&B/Hip-Hop Singles & Tracks | 67      |
| Hot Rap Singles                  | 13      |